# Aeranti
Aeranti è un'associazione di categoria italiana di primo livello che rappresenta radio e tv locali (analogiche e digitali), radio e tv via satellite e via internet, agenzie di informazione radiotelevisiva e concessionarie di pubblicità del settore radiotelevisivo.

## Storia
L'associazione è stata costituita nel 1985, con il nome di AER (Associazione Editori Radiotelevisivi). Nel 1991 si è fusa con la ARM, altra associazione del medesimo settore. Successivamente, il 5 giugno 2001, a seguito dell'unificazione con l'ANTI (Associazione Nazionale Teleradio Indipendenti) ha assunto il nome di Aeranti.
Aeranti fa parte di Aeranti-Corallo, associazione di secondo livello costituita da Aeranti e dell'Associazione Corallo.
Aeranti fa parte, tramite Aeranti-Corallo di Confcommercio – Imprese per l’Italia.
Unitamente ad Aeranti-Corallo ha stipulato con la FNSI (la Federazione nazionale della Stampa) il Contratto collettivo nazionale di lavoro per i giornalisti operanti nell'emittenza locale. La prima stipula di tale contratto risale al 3 ottobre del 2000, mentre attualmente è in vigore il testo sottoscritto dalle parti l'8 marzo 2017.

## Organigramma (dal 1º luglio 2015)
Presidente: Marco Rossignoli
Segretario generale: Fabrizio Berrini
Coordinatore della Giunta esecutiva: Elena Porta